# Хасэ, Арихиро
Арихиро Хасэ (яп. 長谷有洋 Хасэ Арихиро, 22 апреля 1965, Токио — 30 июля 1996, Токио) — сэйю. Наиболее известен по озвучиванию Хикару Итидзё в аниме Макросс; эту роль он получил, когда ему было всего 17 лет.

## Биография
Арихиро Хасэ был сыном Сандзи Хасэ. Какое-то время сотрудничал с Production M-3; перед смертью он сотрудничал с Sigma Club. Хасэ был близким другом своей коллеги по «Макросс», актрисы и певицы Мари Иидзима; они оставались друзьями и после окончания съёмок, и он до самой смерти часто посещал её концерты.

## Смерть
30 июля 1996 года примерно в 4 часа утра Хасэ выпрыгнул из окна своей квартиры на седьмом этаже. В телеинтервью Сандзи подтвердил, что смерть его сына была самоубийством. После его смерти записи его голоса в роли Хикару были использованы при создании видеоигры The Super Dimension Fortress Macross: Do You Remember Love? (1997).
В 2005 году Иидзима заново озвучила свою роль Линн Минмэй для английского дубляжа сериала «Макросс»; в интервью она сказала, что посвящает эту работу памяти Хасэ.

## Работы в анимации
- 1982 — Гиперпространственная крепость Макросс — Хикару Итидзё (Рик Хантер)
- 1984 — Super Dimension Cavalry Southern Cross — Боуи Эмерсон
- 1984 — Макросс: Помнишь ли нашу любовь? — Хикару Итидзё (Рик Хантер)
- 1987 — Макросс: Воспоминания о 2012-м годе — Хикару Итидзё (Рик Хантер)
- 1989 — Полиция будущего [ТВ] — Пилот (эпизод 11)
- 1992 — Hime-chan no Ribbon — Синояма
- 1994 — Макросс 7 [ТВ] — Бобби